# Liga Obrony Kraju
Treść tego artykułu może nie być zgodna z zasadami neutralnego punktu widzenia.
Dokładniejsze informacje o tym, co należy poprawić, być może znajdują się w dyskusji tego artykułu.
 Po wyeliminowaniu niedoskonałości należy usunąć szablon {{Dopracować}} z tego artykułu.
Liga Obrony Kraju – stowarzyszenie współpracujące z MON, powstałe w okresie PRL jako organizacja paramilitarna. Na celu ma umacnianie obronności Polski.

## Historia i działalność

### Poprzednicy LOK

#### Towarzystwo Przyjaciół Żołnierza, 21 VIII 1944 – 21 VII 1950

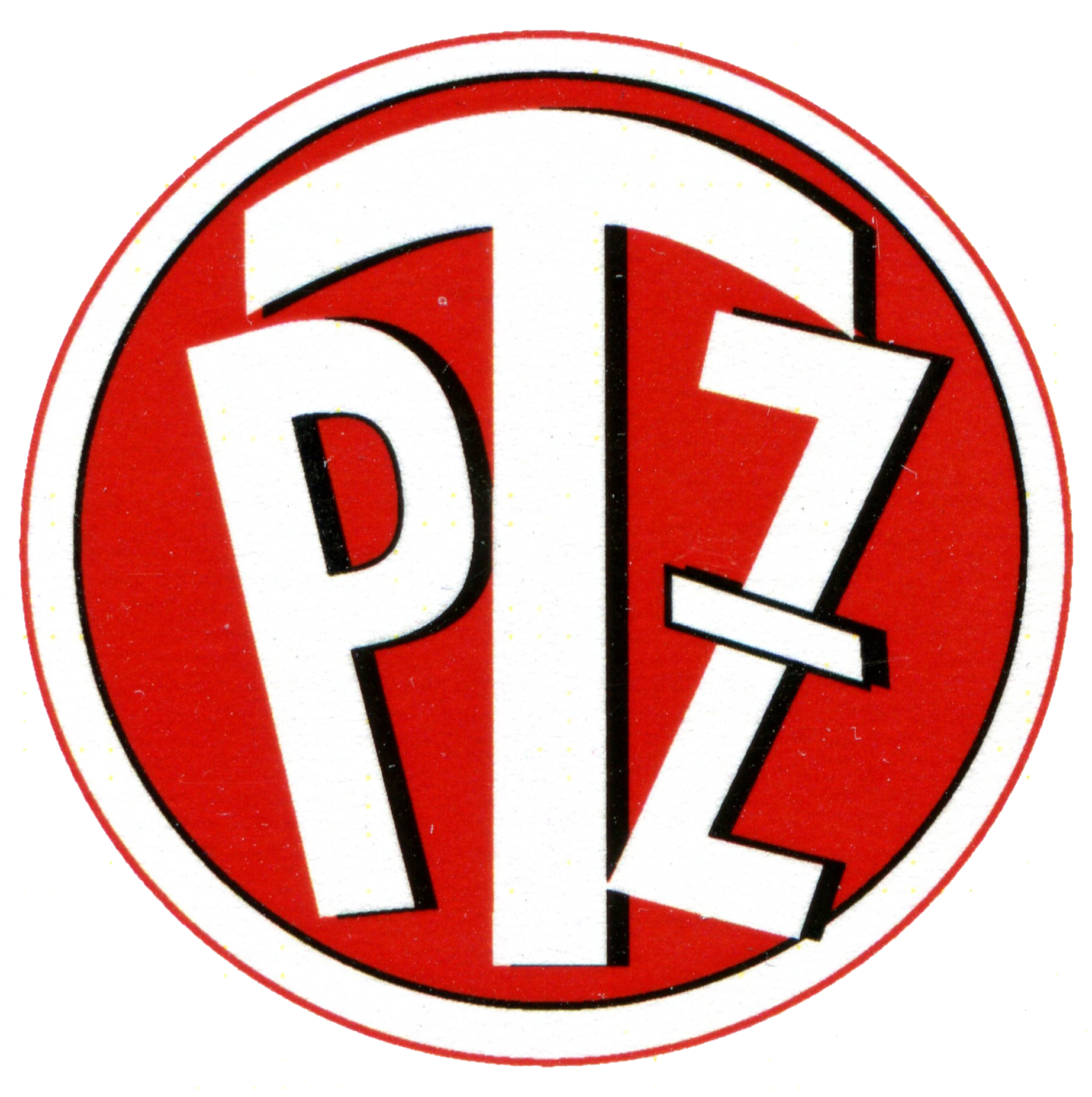
Logo Towarzystwa Przyjaciół Żołnierza, 21 VIII 1944 – 21 VII 1950

Geneza pierwszej poprzedniczki organizacji jest związana z wydarzeniami, które w lipcu i sierpniu 1944 roku rozgrywały się na wschodnich obszarach ziem polskich zajętych przez Armię Czerwoną i I Armię Wojska Polskiego. Wówczas w powiecie siedleckim zrodził się i rozwinął ruch społeczny będący zalążkiem późniejszego Towarzystwa Przyjaciół Żołnierza. Były to luźno tworzone Komitety Opieki nad Rannymi i Chorymi Żołnierzami, niosące pomoc żołnierzom leżącym w szpitalach wojskowych oraz Stowarzyszenia Przyjaciół Żołnierza, zbierające dary i upominki dla żołnierzy walczących na froncie lub zgrupowanych w obozach szkoleniowych. Z inicjatywy kapitana rezerwy Ignacego Płażewskiego pojawiła się w Siedlcach koncepcja powołania organizacji społecznej, która ujęłaby w formy organizacyjne ruch niesienia pomocy żołnierzom przez społeczeństwo polskie.
Powołany w Siedlcach komitet organizacyjny opracował projekt statutu i program działania przyszłej organizacji. Jednocześnie komitet ten zredagował pismo do Naczelnego Dowódcy Wojska Polskiego, informujące o powstaniu Siedleckiego Towarzystwa Przyjaciół Żołnierza. Z pismem tym oraz z projektem statutu TPŻ 15 sierpnia 1944 roku udała się do Lublina delegacja w składzie: Ignacy Płażewski i Aniela Wiśniewska. Naczelny Dowódca Wojska Polskiego 21 sierpnia 1944 roku zatwierdził statut organizacji pod nazwą „Towarzystwo Przyjaciół Żołnierza”. Ta data jest historycznym początkiem Towarzystwa Przyjaciół Żołnierza. 5 listopada 1944 roku w Lublinie został powołany Tymczasowy Zarząd Główny TPŻ. Funkcję prezesa objął Stefan Matuszewski. Członkowie TPŻ w ramach organizowanej „Gwiazdki żołnierskiej” w grudniu 1944 roku zebrali i przekazali żołnierzom na froncie i w szpitalach tysiące paczek świątecznych. Najwięcej, bo około 70 tysięcy pochodziło z województwa lubelskiego.
Wiosną 1945 roku, po dojściu do województw środkowej Polski, w wielu miastach zaczęły powstawać pierwsze ogniwa TPŻ. W tym etapie organizowania TPŻ w Wielkopolsce dominowali weterani powstania wielkopolskiego, żołnierze Wojska Polskiego z września 1939 roku, a także pracownicy służby zdrowia, którzy udzielali pomocy rannym i chorym żołnierzom. Pierwsze Koło TPŻ w Poznaniu zostało zarejestrowane 8 marca 1945 roku, a jego grupę założycielską stanowiły pielęgniarki ze szpitala. Na czele tej grupy stała Elżbieta Karońska – działaczka poznańskiego TPŻ, a później LPŻ i LOK. W Krotoszynie 23 marca 1945 roku powstał Zarząd Grodzki TPŻ, którego założycielką i pierwszym prezesem 12-osobowego Zarządu była Wanda Grabska. W skład Zarządu wchodziło wówczas 10 kobiet. W tworzeniu ogniw TPŻ w miastach dominowały kobiety, zwłaszcza pielęgniarki i pracownicy służby zdrowia.
Latem 1946 roku odbył się I Walny Zjazd TPŻ, a w listopadzie organizacja uznana została za stowarzyszenie wyższej użyteczności publicznej (Rozporządzenie Rady Ministrów z dnia 28 listopada 1946 r. o uznaniu „Towarzystwa Przyjaciół Żołnierza” za stowarzyszenie wyższej użyteczności, Dz.U. Nr 2, poz. 6). W styczniu następnego roku obwieszczeniem Prezesa Rady Ministrów otrzymała statut, co stanowiło prawne podstawy jej działalności (Obwieszczenie Prezesa Rady Ministrów z dnia 25 stycznia 1947 r. w sprawie ogłoszenia stowarzyszenia wyższej użyteczności „Towarzystwa Przyjaciół Żołnierza”).
Demobilizacja setek tysięcy polskich żołnierzy, repatriacja i reemigracja milionów rodaków z zagranicy, akcje osadnicze na Ziemiach Odzyskanych wymagały zapewnienia transportu, żywności, a przede wszystkim warsztatów pracy i mieszkań dla milionów ludzi. TPŻ starało się udzielać pomocy administracji państwowej i wspierać skarb państwa. Wspólnie z Powiatowymi Urzędami Repatriacyjnymi i Komisjami Osadnictwa Wojskowego prowadziło masową akcję pomocy żołnierzom zwalnianym ze służby wojskowej i repatriantom, tworząc w większych miastach i na węzłach kolejowych „Gospody żołnierskie” i dworcowe punkty odżywcze na stacjach PKP, w których zdemobilizowani żołnierze, repatrianci i osadnicy wojskowi otrzymywali bezpłatne noclegi, wyżywienie oraz prowiant na dalszą podróż. Po 1947 roku Towarzystwo Przyjaciół Żołnierza zaczęło stopniowo odchodzić od zadań opiekuńczo-charytatywnych, podejmując coraz szerzej prace kulturalno-oświatowe z żołnierzami. Były to między innymi zakupy dla jednostek wojskowych biblioteczek i sprzętu świetlicowego oraz udzielanie pomocy w organizowaniu kursów czytania i pisania dla żołnierzy analfabetów.
Począwszy od 1948 roku, po uzyskaniu zgody Ministerstwa Oświaty i Wychowania, zaczęły powstawać szkolne koła TPŻ, do których wstępowała młodzież. Następnie TPŻ zwiększało zakres podejmowanych zadań związanych z pogłębianiem więzi społeczeństwa z Wojskiem Polskim, przestawiając się na pokojowe szkolenie. Szczególne znaczenie nadano pracy wychowawczej i kulturalno-oświatowej oraz szkoleniowej wśród młodzieży, zwłaszcza poborowej.

#### Liga Przyjaciół Żołnierza, 21 VII 1950 – 12 XI 1962
21 lipca 1950 roku obradujące w Warszawie zjazdy trzech organizacji: Towarzystwa Przyjaciół Żołnierza, Towarzystwa Przyjaciół ORMO i Polskiego Związku Krótkofalowców podjęły uchwały o zjednoczeniu się w jednej organizacji – Lidze Przyjaciół Żołnierza. Początek lat pięćdziesiątych wysunął na czoło przed LPŻ zadania związane z patriotycznym wychowaniem młodzieży i przygotowywaniem jej do służby wojskowej, z upowszechnianiem postępowych tradycji narodu i oręża polskiego oraz uświadamianiem ludności w zakresie ochrony przed bronią masowego rażenia. Zadania te zostały określone w rezolucji Krajowego Zjazdu LPŻ.
Kolejnym etapem procesu integracyjnego było połączenie z Ligą Przyjaciół Żołnierza 10 maja 1953 roku na Krajowej Konferencji Zjednoczeniowej dwóch organizacji – Ligi Morskiej i Ligi Lotniczej. Stworzyło to znacznie dogodniejsze warunki do podejmowania nowych i bardziej złożonych zadań, już wówczas związanych ze szkoleniem obronnym i politechnicznym. Prezesem Zarządu Głównego LPŻ został wybrany generał brygady Józef Turski. Z chwilą rozwiązania w 1955 roku Powszechnej Organizacji „Służba Polsce”, Liga Przyjaciół Żołnierza przejęła od tej organizacji bazę szkoleniową i sprzętową, większość kadry oraz byłych junaków, którzy wstąpili do kół i klubów LPŻ. Przejęcie broni sportowej i bojowej było początkiem rozwoju strzelectwa i sportów obronnych oraz powstawania klubów ogólno-wojskowych i strzeleckich LPŻ. Liga przejęła po organizacji SP, do dalszej realizacji, również zadania w zakresie przysposobienia wojskowego i działalność sportową wśród młodzieży, głównie w strzelectwie i sportach obronnych. Wprowadzone zostały takie formy jak: letnie „Zawody Kościuszkowskie”, zimowe „Zawody Walterowskie”, wielobój łączności i morski, zawody pelengacyjne, tzw. łowy na lisa, zawody modelarskie, rajdy motocyklowe, regaty żeglarskie, spływy kajakowe, motorowe zloty gwiaździste oraz masowe zawody strzeleckie z broni kulowej i pneumatycznej.
Liga Przyjaciół Żołnierza stała się organizacją masową. Wychodząc naprzeciw zapotrzebowaniu wojska na fachowców technicznych podjęła się szkolenia poborowych. Wielu specjalistów wyszkolonych wówczas w LPŻ po spełnieniu obowiązku zasadniczej służby wojskowej podejmowało pracę w jednostkach gospodarki narodowej. Byli to: kierowcy samochodowi, radiotelegrafiści, telefoniści, płetwonurkowie itp. Szkolono również na kursach przedpoborowych kandydatów do szkół podoficerskich służby zasadniczej.
W 1959 roku, w związku z przejęciem przez Ministerstwo Obrony Narodowej nadzoru państwowego nad LPŻ nastąpiło ścisłe powiązanie działalności tej organizacji z zadaniami obronnymi państwa. W miarę narastania złożonych zadań służących bezpośrednio potrzebom Sił Zbrojnych i powszechnej samoobronie, powstała konieczność skupienia przez LPŻ większej uwagi na problematyce szkolenia specjalistycznego: organizacji kursów samochodowych wszystkich kategorii, płetwonurków, modelarzy, łącznościowców i wodniaków oraz na podnoszeniu efektywności klubów specjalistycznych i ośrodków szkoleniowych.
W wyniku dokonujących się w kraju zmian po Październiku ’56 pojawiły się w LPŻ procesy odśrodkowe. Pod koniec 1956 roku odłączył się od Ligi Przyjaciół Żołnierza pion lotniczy i ukonstytuował się Aeroklub PRL. Po sześciu latach współistnienia z szeregów Ligi wyodrębnił się także pion krótkofalarski, który reaktywował Polski Związek Krótkofalarski. Z Ligi Przyjaciół Żołnierza „odeszły” więc szkolenie i sporty lotnicze oraz częściowo krótkofalarstwo. Tendencje odśrodkowe występujące w pionie wodnym i częściowo motoryzacyjnym zostały przez aktyw Ligi opanowane, a proces rozczłonkowania Ligi został ostatecznie zahamowany.
Zapoczątkowanie dążenia do rozwijania społecznej działalności oficerów rezerwy wystąpiło na przełomie lat 1956–1957. Wtedy to oficerowie rezerwy zwolnieni z zawodowej służby wojskowej w ramach częściowej redukcji Sił Zbrojnych zaczęli tworzyć terenowe Koła Oficerów Rezerwy przy Wojskowych Komendach Rejonowych. Praktyka wykazała jednak, że Koła Oficerów Rezerwy mogą się rozwijać i aktywnie działać tylko w warunkach posiadania szerokiego zaplecza społecznego i sprzętowego. Dlatego w 1960 roku postanowiono decyzją MON włączyć istniejące koła do Ligi Przyjaciół Żołnierza, która stosownie do swej struktury organizacyjnej przekształciła je w Kluby Oficerów Rezerwy LPŻ, posiadające szerokie możliwości angażowania oficerów rezerwy do społecznej działalności obronnej.

### Liga Obrony Kraju
Obowiązujący statut z 6 maja 2011 roku (uchwalony na XIV krajowym zjeździe delegatów LOK) określa LOK jako „ogólnopolskie, patriotyczne stowarzyszenie skupiające w swoich szeregach obywateli dążących do umacniania obronności Rzeczypospolitej Polskiej oraz gotowych do jej obrony”. Stowarzyszenie kultywuje tradycje narodowe i tradycje oręża polskiego. Nawiązuje do dorobku swoich poprzedniczek – Towarzystwa Przyjaciół Żołnierza i Ligi Przyjaciół Żołnierza. W Lidze działa 177 klubów Oficerów Rezerwy zrzeszających ponad 7968 oficerów, chorążych i podoficerów rezerwy, w szczególności absolwentów SOR i SPR. W LOK zrzeszonych jest 131 796 członków, zorganizowanych w 4620 klubach i kołach LOK. Liga Obrony Kraju współpracuje z organami administracji rządowej oraz samorządu terytorialnego, jednostkami wojskowymi i kuratoriami oświaty, a także organizacjami społecznymi, działającymi na rzecz wychowania patriotycznego i przygotowania obronnego społeczeństwa.
Prezesi:
- 1962–1971 – gen. dyw. Franciszek Księżarczyk
- 1971–1978 – gen. bryg. Zbigniew Szydłowski
- 1978–1982 – gen. dyw. Wacław Jagas
- 1982–1988 – gen. dyw. Zygmunt Huszcza
- 1988–1991 – gen. broni Tadeusz Tuczapski
- od 25 maja 1991 – do 4 czerwca 2016 – płk (r.) Grzegorz Jarząbek[3]
- od 4 czerwca 2016 – płk (r.) Jerzy Salamucha

#### Historia i działalność LOK

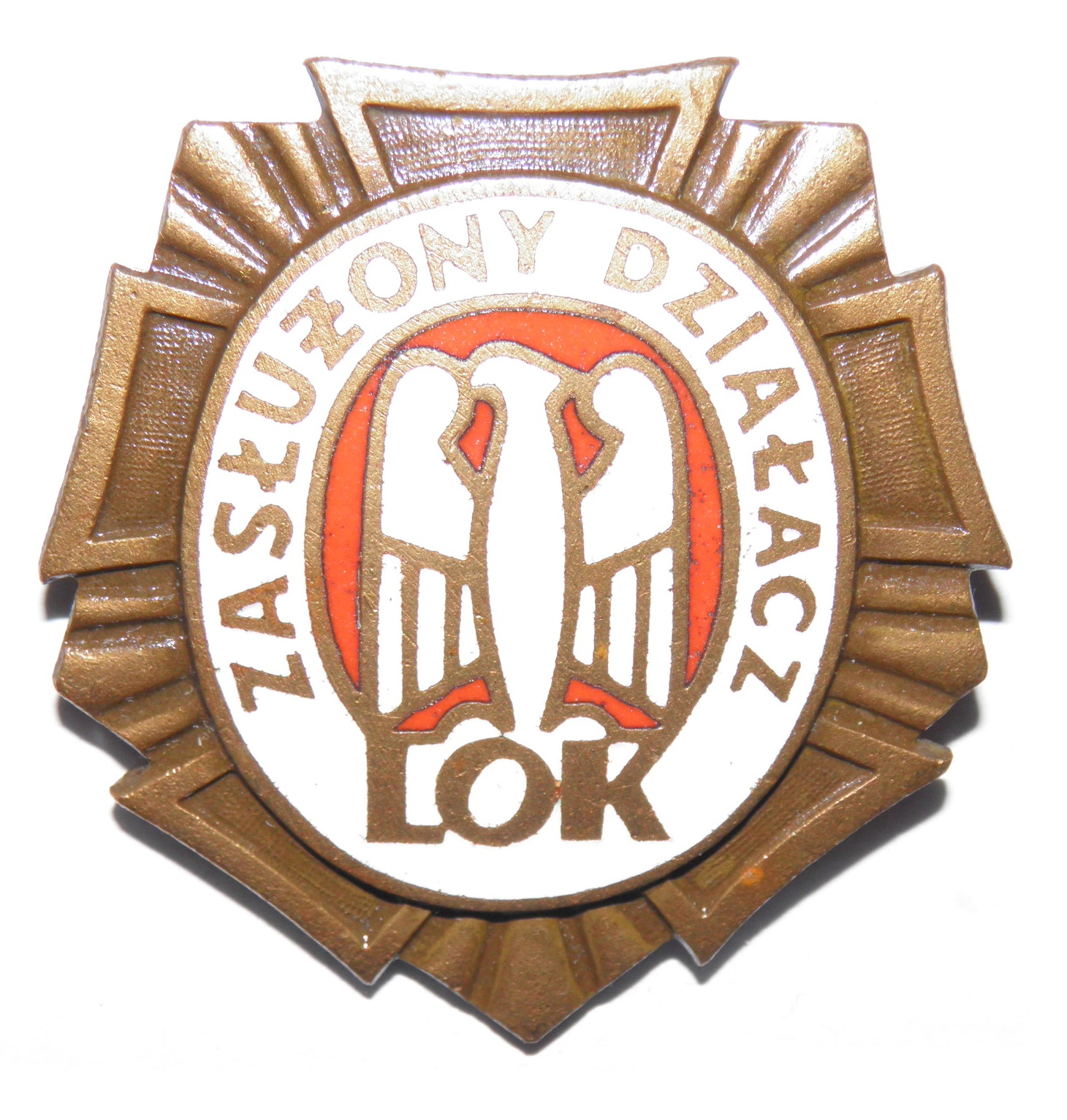
Brązowa Odznaka Zasłużony Działacz LOK

Liga Obrony Kraju powstała 13 listopada 1962 roku przez przekształcenie Ligi Przyjaciół Żołnierza. Na IV Krajowym Zjeździe Ligi Przyjaciół Żołnierza 12 listopada 1962 roku podjęto uchwałę o zmianie nazwy organizacji na Ligę Obrony Kraju oraz ustalono znacznie szerszy program działania Ligi w dziedzinie patriotyczno-obronnego wychowywania społeczeństwa, szkolenia dla Sił Zbrojnych i gospodarki narodowej oraz dalszego rozwoju sportów obronnych. Zjazd wybrał nowe władze. Prezesem został generał brygady Franciszek Księżarczyk. Funkcję tę pełnił do 1968 roku, kiedy to prezesem Zarządu Głównego LOK wybrano generała brygady Zbigniewa Szydłowskiego.
Przekształcenie się LPŻ w Ligę Obrony Kraju nie było tylko formalną zmianą nazwy organizacji, ale stanowiło wyraz nowego etapu realizacji głównych założeń programowych Ligi oraz nowych, stale i ciągle rozwijanych i wzbogacanych koncepcji obronnych państwa. W praktyce oznaczało to podjęcie przez Ligę, oprócz dotychczasowych, nowych zadań w systemie obrony terytorialnej. Ich głównym elementem stały się wyłonione i szkolone przez LOK terenowe, a później zakładowe oddziały samoobrony.
Jedną z płaszczyzn realizacji zadań wychowawczych LOK był aktywny i powszechny udział jej członków w ogólnopolskich obchodach rocznic związanych z walkami o wyzwolenie narodowe. Należały do nich:
- marsze patrolowe szlakami walk jednostek Wojska Polskiego oraz oddziałów partyzanckich – rajdy motorowe i piesze z elementami obronnymi do miejsc historycznych bitew,
- rajdy „Szlakami Zdobywców Wału Pomorskiego”,
- masowa impreza patriotyczno-obronna o cennych walorach wychowawczych „Biało-Czerwona nad Odrą”, którą zamykała wielotysięczna manifestacja w Siekierkach,
- Młodzieżowy Teleturniej Marynistyczny pod nazwą „Polska leży nad Bałtykiem”, organizowany z okazji tradycyjnych, dorocznych „Dni Morza”. Szczególne miejsce w działalności Ligi zajmowały i zajmują doroczne obchody „Tygodnia LOK” i Święta Wojska Polskiego. Ważną funkcję informacyjną i wychowawczą spełniały wydawnictwa Ligi, w tym czasopisma takie jak: „Czata”, „Modelarz” i „Mały Modelarz”, „Plany Modelarskie” (wydawane w latach 1965–1989) oraz „Kalendarz Kieszonkowy LOK”.

Dzięki rozbudowanej bazie szkoleniowej LOK były realizowane zadania szkoleniowe przedpoborowych zlecane przez Ministerstwo Obrony Narodowej: kursy kierowców samochodowych (Wojskowe Kursy Kierowców), płetwonurków i kandydatów do szkół podoficerskich zasadniczej służby wojskowej.
W 1974 roku LOK otrzymał nadany przez Radę Państwa – Order Sztandaru Pracy I klasy. W 1978 roku Prezesem Zarządu Głównego LOK został wybrany generał dywizji Wacław Jagas, który swą funkcję pełnił do 1982 roku. W latach 1982–1988 prezesem był generał dywizji Zygmunt Huszcza, a w latach 1988–1991 – generał broni Tadeusz Tuczapski. 25 maja 1991 roku na Nadzwyczajnym Zjeździe Krajowym LOK Prezesem Ligi Obrony Kraju został wybrany pułkownik Grzegorz Jarząbek.

#### Współpraca
Liga Obrony Kraju współpracuje z:
- Ministerstwem Obrony Narodowej, Ministerstwem Edukacji Narodowej oraz Ministerstwem Sportu i Turystyki
- organami administracji państwowej oraz samorządu terytorialnego
- jednostkami wojskowymi
- Kuratoriami Oświaty
- organizacjami społecznymi (działającymi na rzecz wychowania patriotycznego i przygotowania obronnego społeczeństwa)
- Polskim Związkiem Strzelectwa Sportowego
- Polskim Związkiem Krótkofalowców
- Polskim Związkiem Radioorientacji Sportowej
- Związkiem Harcerstwa Polskiego

#### Kierunki działania LOK
Kierunki działania LOK:
- organizowanie samoobrony;
- szkolenie przedpoborowych dla niektórych służb technicznych wszystkich rodzajów sił zbrojnych;
- prowadzenie kursów politechnicznych dla potrzeb społeczeństwa

Oprócz szkolenia specjalistów Liga organizuje szereg imprez sportowych, przede wszystkim w tych dziedzinach, które mają związek z umacnianiem bezpieczeństwa państwa.

#### Struktura
W strukturach Ligi Obrony Kraju funkcjonują sekcje:
- Strzelectwo – w ponad 4700 sekcjach i kołach zrzeszonych jest około 160 tysięcy zawodników. W 100 klubach sportowych zarejestrowanych w Polskim Związku Strzelectwa Sportowego uprawia wyczynowo tę dziedzinę 2498 zawodników. W 1992 roku na Mistrzostwach Europy zawodnicy klubów LOK zdobyli 2 złote i 1 srebrny medal. LOK posiada 242 strzelnice do broni małokalibrowej, 238 strzelnic do broni pneumatycznej i 65 innych obiektów strzelniczych.
- Płetwonurkowanie – działa 77 klubów płetwonurkowych zrzeszających ponad 2483 członków. W kwietniu 1994 roku, z inicjatywy grupy założycielskiej, składającej się z przedstawicieli reprezentujących kluby płetwonurkowe LOK oraz PTTK, został powołany Polski Związek Płetwonurkowania Sportowego, zajmujący się profesjonalnie płetwonurkowaniem jako dyscypliną sportu. Obejmuje ona m.in.: pływanie w płetwach, orientację podwodną, pływanie długodystansowe i łowiectwo podwodne.
- Żeglarstwo – działają 63 kluby żeglarskie, zrzeszające 2255 członków. Oprócz przystani wodnych, którymi dysponują poszczególne kluby żeglarskie, Liga posiada Ośrodek Szkolenia Morskiego w Jastarni. Oprócz klubów żeglarskich w LOK działają kluby: motorowodne, narciarstwa wodnego, kajakowe i ratownictwa wodnego. Korzystają one z przystani klubów żeglarskich LOK.
- Krótkofalarstwo – działa 135 klubów łączności, które zrzeszają ponad 3000 członków, zainteresowanych gwałtownym rozwojem techniki łączności oraz napływem do Polski sprzętu i urządzeń z tej dziedziny z zagranicy. Jednym z prężniej działających klubów krótkofalarskich w strukturach LOK jest warszawski SP5KAB[4].
- Modelarstwo.

Liga posiada obiekty sportowo-rekreacyjne na terenie całego kraju. Są nimi strzelnice; pneumatyczne oraz kulowe, ośrodki wypoczynkowe. LOK posiada również ogólnopolską sieć ośrodków szkolenia kierowców, szkolących we wszystkich niemal kategoriach.
LOK propaguje obronność poprzez organizowanie w szkołach średnich szkolnych kół strzeleckich, uczestniczących w większych miastach w zawodach międzyszkolnych, organizacje szeregu konkursów o tematyce obronnej, obozów przysposobienia obronnego, czy Akcjach „Lato w mieście” i „Zima w mieście” – współfinansowanych przez gminy, a więc darmowych zajęciach na strzelnicach.
Zawodnicy z poszczególnych klubów uczestniczą w zawodach ogólnopolskich, zajmując nierzadko miejsca na podium. Wychowankowie LOK reprezentują również Polskę na szczeblu międzynarodowym.
Liga Obrony Kraju prowadzi również działalność wydawniczą, publikując czasopisma:
- Modelarz
- Mały Modelarz
- Czata
- Plany Modelarskie – wydawane w latach 1965–1989
- Podwodny Świat